# 梁鹤年
梁鹤年（？—？）字寿仙，籍贯不详，清末民初中国驻外蒙古官员。

## 生平
梁鹤年是清朝最后一任库伦办事大臣三多的幕僚，职衔是“已保候选府经历”。1911年外蒙古独立，同年12月初，梁鹤年随三多被外蒙古当局驱逐出外蒙古。
1915年6月7日，《中俄蒙协约》签订。同年6月9日，依照该协约，外蒙古宣布取消独立，在中国的宗主权之下实行自治。1916年下半年，梁鹤年再度来到库伦，在都护使充库伦办事大员公署担任主事。1916年12月9日，第一任都护使充库伦办事大员陈箓在《驻扎库伦日记》中称，“本署主事梁鹤年（寿仙）新从京师来。从前久佐库伦办事大臣幕僚，于独立前后情形，知之甚谂。为予陈述始末，编成《库伦独立始末记》一篇，事皆纪实。”

## 著作
- 梁鹤年，库伦独立始末记，载 陈箓，蒙事随笔，上海：商务印书馆，1934年